# البنك التجاري الأردني
البنك التجاري الأردني بنك أردني تأُسس في عمّان عام 2006 تنتشر فروعه في مختلف مناطق الأردن.

## التاريخ
عمل البنك التجاري الأردني في الضفة الغربية حتى 29 يوليو 2020، بعدما استحوذ البنك الوطني على فروعه.